# Homeless
Homeless er en dansk kortfilm fra 2006 med instruktion og manuskript af Jessica Nilsson.

## Handling
Efter fire års fængsel for vold, leder livsstilguruen og hustruen fra helvede, Lulu, efter et velegnet sted at bo.